# Center Plaza
Le Center Plaza est un gratte-ciel de 202 mètres construit en 2004 à Guangzhou en Chine.